# Metabolômica
Metabolômica (português brasileiro) ou metabolómica (português europeu) é o estudo científico que visa identificar e quantificar o conjunto de metabólitos - o metaboloma - produzidos e/ou modificados por um organismo. O metaboloma representa o conjunto de todos os metabólitos em uma célula, fluido biológico, tecido ou organismo, sendo estas substâncias consideradas os produtos finais dos processos celulares. Enquanto os dados de expressão génica de ARNm e análises proteómicas fornecem parte das informações dos eventos que ocorrem na célula ou organismo, o perfil metabólico pode fornecer um panorama geral sobre o estado fisiológico. Em consideração a estas possibilidades, as ferramentas da metabolômica encontram  aplicações em diversas áreas como a toxicologia, a biologia sistêmica e genômica funcional.
Além de questões técnicas e instrumentais enfrentadas pelos pesquisadores desta área, outro importante desafio é a interpretação dos dados gerados pelas análises dos metabólitos, para o desenvolvimento dos conceitos de biologia sistémica e genómica funcional.

## Histórico
A ideia de que os componentes dos fluidos biológicos refletem a saúde de um indivíduo existe desde a antiguidade. Os antigos médicos chineses usavam formigas para a avaliar a urina de pacientes, no intuito de detectar se a urina continha altos níveis de glicose e, portanto, diagnosticar diabetes. Na Idade Média, foram utilizadas "tabelas de urina" para vincular as cores, sabores e cheiros da urina a várias quadros clínicos, que são metabólicas em sua origem.

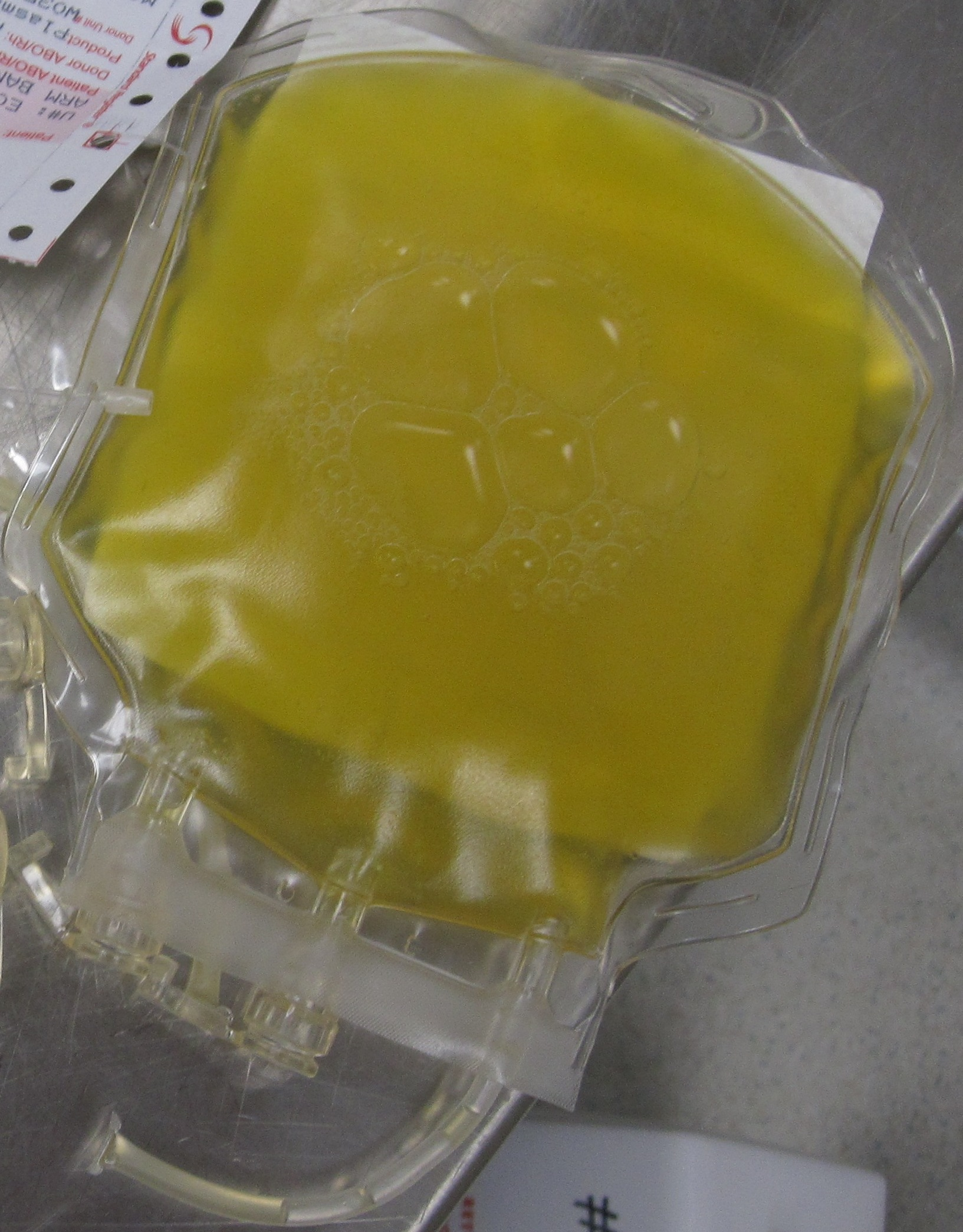
Metabolômica aplicada ao diagnóstico de doenças: a detecção ou variação de determinados metabólitos em plasma sanguíneo (imagem), urina, lágrima e outros fluidos biológicos poderiam sugerir o estado de saúde de um indivíduo

O conceito de que cada indivíduo poderia ter um "perfil metabólico" e que este seria refletido na composição de seus fluidos biológicos foi introduzido por Roger Williams no final da década de 1940. Utilizando cromatografia em papel, Williams e integrantes de seu grupo de estudos sugeriram padrões metabólicos característicos na urina e saliva, associando-os a doenças como a esquizofrenia. No entanto, foi somente através de avanços tecnológicos nas décadas de 1960 e 1970 que se tornou viável a análise quantitativa para estudar perfis metabólicos. O termo "perfil metabólico" foi introduzido por Horning e colaboradores em 1971, após demonstrarem que a cromatografia gasosa acoplada à espectrometria de massa (GC-MS) poderia ser utilizada para detectar os compostos presentes na urina e extrato de tecidos humanos. Durante os anos 70, o grupo de Horning, juntamente com o de Linus Pauling e Arthur Robinson, desenvolveram metodologias de análise por GC-MS para monitorar os metabólitos presentes na urina.
Outra importante técnica para elucidação estrutural, a espectroscopia de ressonância magnética nuclear (RMN) desenvolvida na década de 1940, também sofreu rápidos avanços tecnológicos. Em 1974, Seeley e colaboradores demonstraram a utilidade de usar a RMN para detectar metabólitos em amostras biológicas não modificadas. Este primeiro estudo - realizado em células musculares - determinou que 90% do ATP celular está complexado com magnésio. Em 1984, Nicholson mostrou que a utilização de RMN de hidrogênio 1 poderia potencialmente ser usada para diagnosticar diabetes mellitus, sendo mais tarde pioneiro na aplicação de métodos de reconhecimento de padrões de dados espectroscópicos.

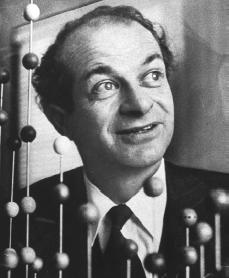
Linus Pauling: um dos cientistas que contribuíram para o avanço das metodologias de análise de metabólitos em fluidos biológicos.

O termo «metaboloma» foi citado pela primeira vez na literatura científica em 1998, por Oliver e colaboradores. Já o termo "metabolômica" foi cunhado em analogia a transcriptômica e proteômica. Esta área experimentou considerável desenvolvimento principalmente para responder a questões da biologia sistêmica. Dentre estas questões, pode ser citado o fato de que os níveis de transcrição do RNAm não refletem necessariamente a atividade de proteínas expressas, ou seja, uma vez traduzidas, as proteínas - os produtos finais da expressão gênica -  podem ou não desempenhar suas funções, podendo permanecer inativas. Deste modo, alterações no transcritoma e no proteôma de um indivíduo podem não corresponder às mudanças fenotípicas. Assim, para o desenvolvimento do conceito de biologia sistêmica, a metabolômica forneceria informações mais apropriadas para solucionar este problema. A presença dos metabólitos representa uma informação integrativa da função celular em nível molecular, definindo assim o fenótipo de uma célula ou tecido em resposta a alterações ambientais ou genéticas. A identificação de metabólitos é então um complemento fundamental para determinar a função de um gene.
Em 2005, o primeiro banco de dados de metabolômica para a caracterização de metabólitos humanos, o METLIN foi desenvolvido por pesquisadores do laboratório Siuzdak no Scripps Research Institute e este continha informação sobre mais de 5.000 metabólitos além de dados espectroscópicos de massa em tandem. Em 2011, o METLIN possuía registrado aproximadamente 40.000 metabólitos, sendo o maior repositório de dados de espectrometria de massa em tandem da área de metabolômica.
Em 23 de janeiro de 2007, o grupo envolvido no projeto Metaboloma Humano, liderado pelo Dr. David Wishart da Universidade de Alberta no (Canadá), completaram o primeiro esboço do metaboloma humano, que consistia em um banco com dados de aproximadamente 2.500 metabólitos, 1.200 fármacos e 3.500 componentes dos alimentos. Estas informações estão disponíveis no Human Metabolome Database (www.hmdb.ca) e com base na análise de informações disponíveis na literatura científica atual, está longe de ser completada. Em contraste, existem muito mais informações sobre os metabolomas de outros organismos do que o de humanos. Em espécies vegetais por exemplo, já foram caracterizados mais de 50.000 metabólitos, e milhares de outros já foram identificados e/ou caracterizados em plantas individuais. Medicago truncatula e Arabidopsis thaliana são os dois principais modelos de espécies vegetais nos projetos de metabolômica em andamento.
Ainda em meados de 2010, a metabolômica ainda era considerada um campo emergente. Além disso, nota-se que progressos nesta área dependem primordialmente de respostas aos diversos desafios técnicos enfrentados nas instrumentações usadas nas pesquisas.

## Metabólitos

Mapa metabólico: metabólitos são todos os intermediários e produtos do metabolismo de determinado organismo

Metabólitos são intermediários e produtos do metabolismo. Dentro do contexto da metabolômica, um metabólito é geralmente definido como qualquer molécula menor que 1 kDa. No entanto, existem exceções a esta, dependendo da amostra e do método de detecção. Por exemplo, macromoléculas como as lipoproteínas e albumina são detectadas de forma segura em estudos metabolômicos do plasma sanguíneo usando a técnica de RMN.
Em termos de diversidade química, os metabólitos encontrados em uma amostra podem ser espécies iônicas, carboidratos hidrofílicos, álcoois e cetonas voláteis, aminoácidos, ácidos orgânicos, lipídeos hidrofóbicos e no caso das plantas, também produtos naturais complexos. A [concentração destas substâncias na amostra pode variar desde pmoles até mmoles.
Tratando-se de plantas, é habitual a distinção entre metabólitos primários e metabólitos secundários. Os metabólitos primários estão diretamente envolvidos no crescimento, reprodução e desenvolvimento vegetal; já os metabólitos secundários geralmente não estão diretamente envolvidos nesses processos, mas possuem funções ecológicas importantes, como atração de polinizadores, ação antibiótica e pigmentação. Em contraste, nos estudos de metabolômica em seres humanos é comum classificar os metabólitos como endógenos (produzidos pelo organismo) ou exógenos.  Metabólitos que são produtos de degradação de substâncias estranhas ao organismo, tais como fármacos e drogas são chamados xenometabólitos.
O metaboloma forma uma grande rede de reações metabólicas, onde os produtos de uma reação química enzimática são insumos para outras reações. Tais sistemas têm sido descritos como hiperciclos.

## Metabonômica
Metabonômica é definido como "a medida quantitativa da resposta metabólica multiparamétrica dinâmica de sistemas vivos a estímulos fisiopatológicos ou modificação genética". A origem do termo vem do grego meta que significa mudança e nomos que significa um conjunto de regras ou conjunto de leis. Jeremy Nicholson, do Imperial College London, foi o pioneiro a usar esta abordagem e atualmente é utilizada em toxicologia, para diagnosticar doenças e em uma série de outros campos. Historicamente, a metabonômica foi um dos primeiros métodos para aplicar o conceito de biologia de sistemas aos estudos de metabolismo.
Houve algumas divergências sobre as diferenças exatas entre "metabolômica" e "metabonômica". A diferença entre os dois termos não está relacionada à escolha da plataforma analítica - embora metabonômica esteja mais associada à espectrometria de RMN e metabolômica à espectrometria de massas - isto ocorreu simplesmente devido aos usos entre os diferentes grupos de pesquisas que popularizaram os termos.
Enquanto ainda não há concordância absoluta sobre o uso dos dois termos, há um consenso crescente de que a metabolômica dá maior ênfase ao perfil metabólico em nível celular/órgão e está principalmente preocupada com o metabolismo endógeno normal. Já a metabonômica estende o perfil metabólico ao incluir informações sobre perturbações causadas por fatores ambientais (incluindo dieta e toxinas), processos de doença e o envolvimento de influências extragenômicas, como exemplo a microflora intestinal. Esta não é uma diferença trivial: estudos metabolômicos deveriam, por definição, excluir os dados provenientes de fontes metabólicas extragenômicas, justamente porque estas não pertencem ao sistema em estudo. No entanto, na prática, dentro do campo da pesquisa de doenças humanas, existe ainda um grande grau de sobreposição na forma como ambos os termos são usados, e eles são muitas vezes usados como sinônimos.

## Tecnologias analíticas

### Métodos de separação

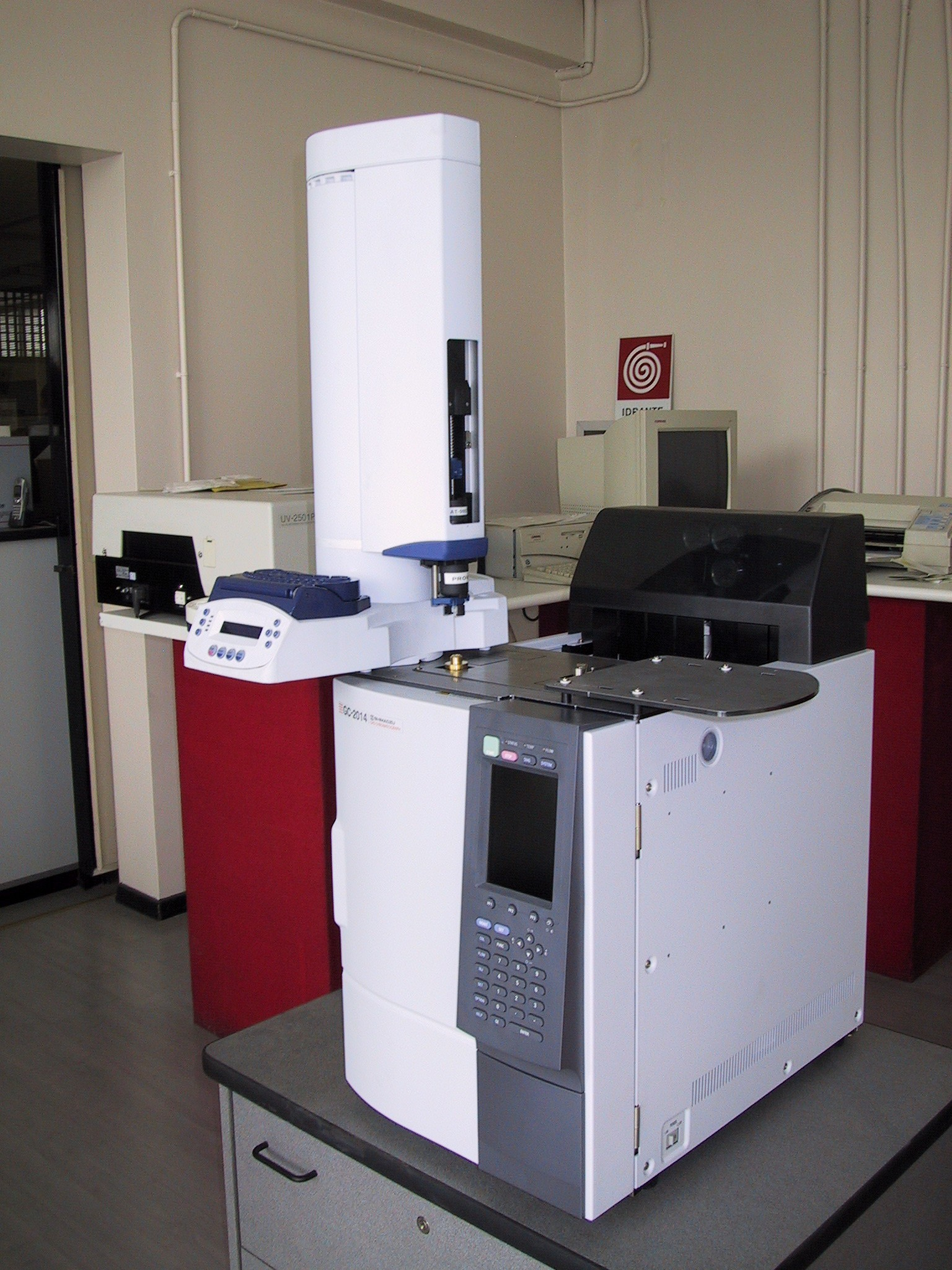
Cromatografia gasosa: metodologia de separação empregada especialmente para análise de substâncias voláteis

Uma das etapas para análise de uma amostra complexa, mas não obrigatória, é a aplicação de metodologias cromatográficas visando a separação dos metabólitos.  Uma amostra pode conter dezenas, centenas ou mesmo milhares de substâncias. Experimentalmente, é possível isolar parte destes compostos, para que posteriormente, estes sejam identificados através de métodos de elucidação estrutural.  Embora o metaboloma possa ser analisado prontamente, ainda não é possível monitorar toda a gama de metabólitos de uma amostra utizando apenas uma único método analítico.
Dentre as técnicas mais empregadas nos estudos metabolômicos está a cromatografia gasosa (CG), especialmente quando em interface com a espectrometria de massa (GC-MS). Oferece resolução cromatográfica muito elevada, mas requer a derivatização química para muitas biomoléculas: apenas substâncias voláteis podem ser analisadas sem derivatização. Alguns instrumentos modernos permitem o uso da cromatografia bidimensional (2D), que consiste em uma coluna polar curta disposta depois da coluna analítica principal, o que aumenta consideravelmente a resolução. Alguns metabólitos polares e com massa molecular elevada não podem ser analisados por cromatografia gasosa.
A cromatografia líquida de alta eficiência (CLAE) quando comparada a CG, possui menor resolução cromatográfica, mas tem a vantagem de que uma gama maior de analitos podem potencialmente ser analisados.
A eletroforese capilar (EC) tem uma eficiência de separação teoricamente superior à CLAE, e é adequada para analisar uma vasta gama de classes de metabólitos do que a GC. Como para todas as técnicas eletroforéticas, é mais apropriada para analitos eletricamente carregados.

### Métodos de detecção
A espectrometria de massa (EM) é umas das técnicas mais difundidas para a elucidação estrutural de metabólitos, e geralmente é usada em associação com uma técnica de separação. A combinação CG-EM é mais usual e foi a primeira técnica hifenada a ser desenvolvida. Além disso, existem diversas bibliotecas de impressões digitais de dados espectrais disponíveis para consulta. Estas bibliotecas podem ser criadas para permitir a identificação de um metabólito de acordo com o seu padrão de fragmentação. A EM é uma técnica bastante sensível e pode dados bastante específicos sobre um determinado analito.
Há também um número de estudos que utilizam a EM como uma tecnologia autonôma: a amostra é injetada diretamente no espectrômetro de massas, sem a etapa prévia de separação dos metabólitos: o aparelho é usado então tanto para separar como detectar os metabólitos.

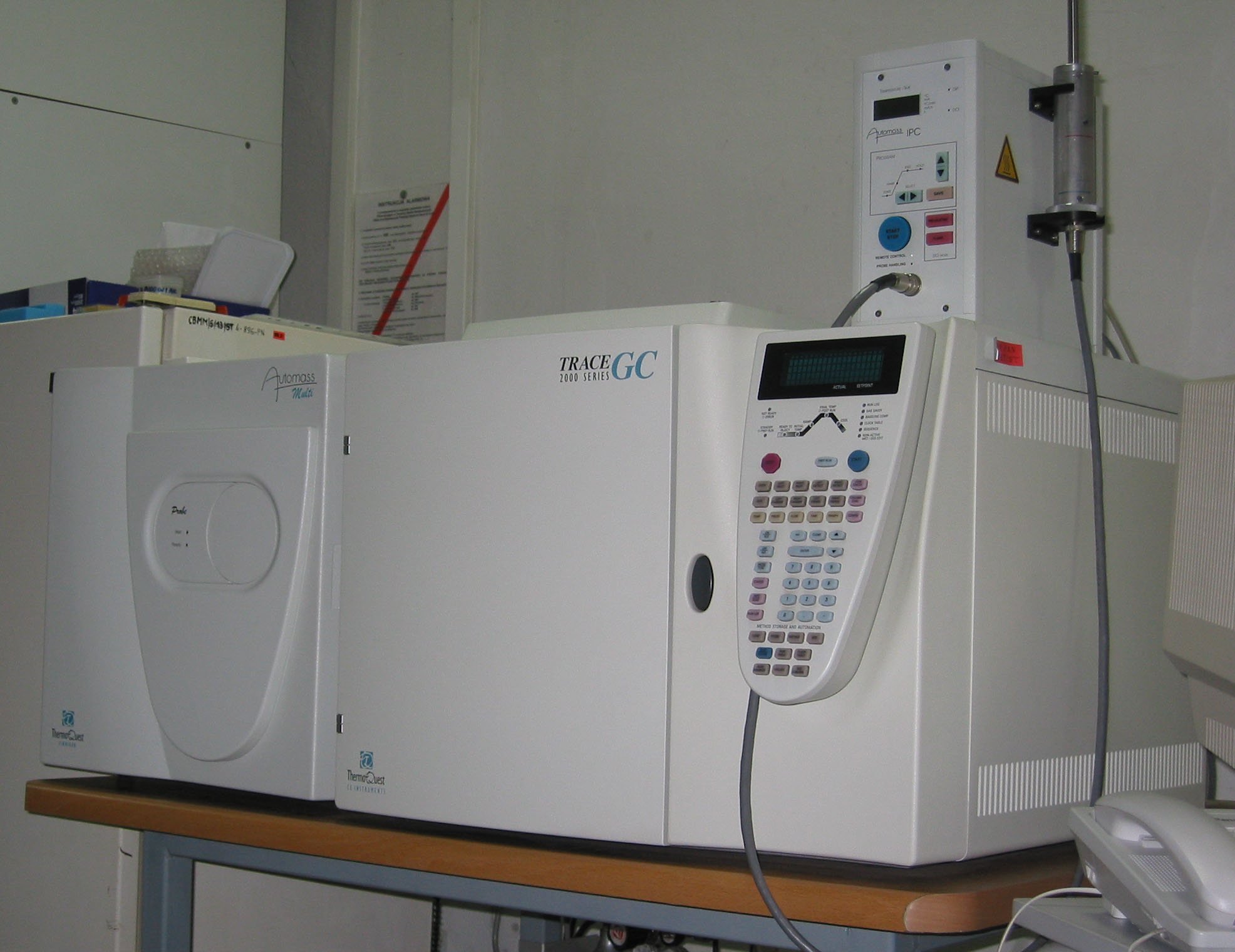
Cromatografia gasosa acoplada a Espectrometria de Massas (CG-EM): associação entre uma técnica de separação e outra de detecção amplamente utilizada em estudos de metabolômica.

A capacidade de analisar metabólitos diretamente nas amostras originais continua a desafiar a tecnologia atual de EM, em grande parte por causa dos limites impostos pela complexidade dessas amostras, que contêm milhares a dezenas de milhares de metabólitos. Entre as tecnologias desenvolvidas para tentar resolver este desafio está a NIMS (Nanostructure-Initiator MS), que é uma abordagem para dessorção/ionização da amostra que não requer a o uso de uma matriz e, assim, facilita a identificação de moléculas pequenas (isto é, os metabólitos). 

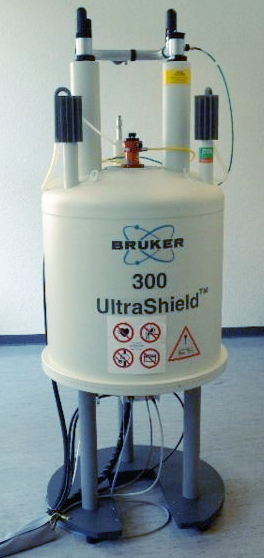
Um espectrômetro de ressonância magnética nuclear (RMN): outra metodologia de detecção muito utilizada em metabolômica.

A tecnologia MALDI (ionização e dessorção a laser assistida por matriz) também é utilizada, no entanto a aplicação desta pode adicionar fundo significativo de aproximadamente 1000 Da, fato que dificulta a análise da gama de substâncias de baixa massa molecular. Devido a estas limitações, outras matrizes isentas de abordagens de dessorção/ionização têm sido aplicadas para a análise de fluidos e tecidos biológicos, como por exemplo a "SIMS" (Secondary Ion Mass Spectrometry), que foi uma das primeiras matrizes livres de dessorção/ionização e tem sido utilizada para analisar metabolitos em amostras biológicas. SIMS utiliza feixe de íons primários de alta energia para dessorver e gerar íons secundários a partir de uma superfície. A principal vantagem da SIMS é a sua alta resolução espacial (50 nm), uma característica poderosa para imagiologia de tecidos usando EM. No entanto, SIMS ainda não é prontamente aplicada à análise de fluidos biológicos e tecidos, devido à sua sensibilidade limitada a >500 Da e também pela fragmentação do analito gerado pelo feixe de íons de alta energia primária. Outra tecnologia existente é a DESI (Desorption ElectroSpray Ionization): trata-se de uma matriz para analisar amostras biológicas utilizando pulverização de solvente carregado para desabsorver íons a partir de uma superfície. As vantagens do DESI são de que nenhuma superfície especial é necessária e a análise é realizada à pressão ambiente com acesso total à amostra durante a aquisição dos dados. A resolução espacial no entanto torna-se uma limitação da DESI, pois a concentração do spray de solvente carregado é difícil. No entanto, um recente desenvolvimento denominado de laser ablação ESI (LAESI) é uma abordagem promissora para contornar essa limitação.
A espectroscopia de ressonância magnética nuclear de (RMN) é uma técnica de detecção que não-destrutiva ao contrário da EM, e assim, a amostra pode ser recuperada para análises posteriores. Todos os tipos de metabólitos (moléculas pequenas) podem ser analisados simultaneamente - neste sentido, de RMN é quase um detector universal. As principais vantagens da RMN são a reprodutibilidade analítica elevada e a simplicidade de preparação da amostra. No entanto, é relativamente insensível quando comparada à espectrometria de massas. Como a sensibilidade desta técnica no decorrer doas anos, ela continua a ser uma ferramenta importante na investigação do metabolismo.
Embora RMN e EM sejam as técnicas mais usuais, outros métodos de detecção têm sido aplicadas, incluindo a espectrometria de mobilidade iônica, a detecção eletroquímica acoplada à CLAE e a radiomarcação (quando combinada com a cromatografia em camada delgada).

## Métodos estatísticos

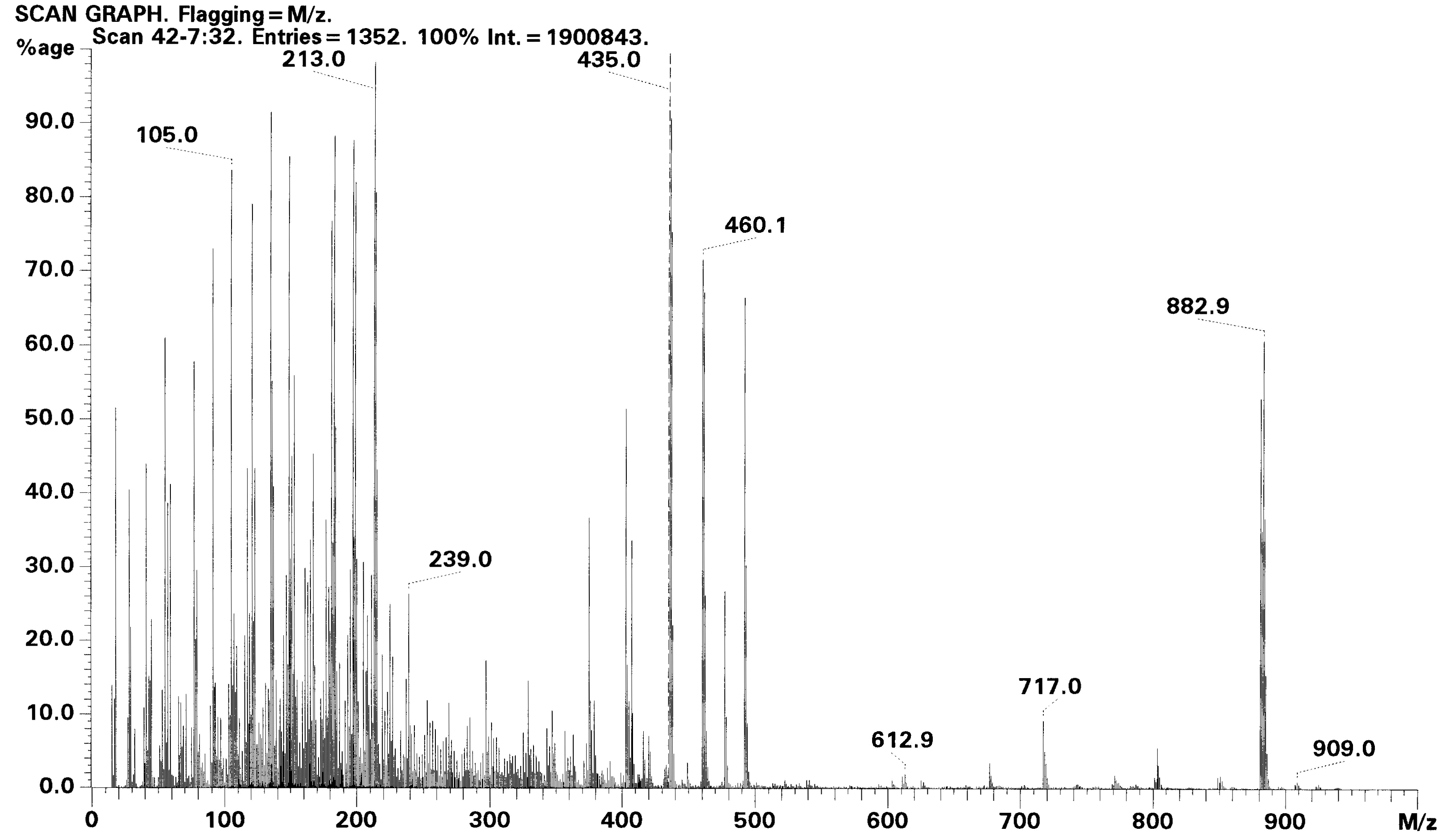
Um espectro de massas: o acesso a banco de dados e aplicação de métodos estatística permite a interpretação dos dados e consequente identificação dos metabólitos existentes em uma amostra.

Os dados gerados pelos estudos de metabolômica geralmente consistem de medidas realizadas em indivíduos sob variação de condições experimentais , ou seja, em geral são feitos estudos comparativos, analisando diferentes indivíduos submetidos a diferentes níveis de estresse, ambientes, acometidos de doenças ou outras abordagens. As medidas no espectrômetro de massas podem gerar espectros digitalizados ou uma lista de níveis de metabólitos. Na sua forma mais simples, uma amostra gera uma linha de dados correspondente aos indivíduos em estudo e outra correspondentes aos níveis de metabolitos. Diversos programas estatísticos estão disponíveis atualmente tanto para a análise de dados de RMN quanto de espectrometria de massa. Para os dados de espectrometria de massa, os softwares disponíveis identificam a variação de moléculas em um grupos de sujeitos levando em consideração a massa molecular e por vezes, o tempo de retenção de acordo com o desenho experimental.
O primeiro software abrangente para analisar conjuntos de dados globais espectrometria de massas baseados em metabolômica foi desenvolvido pelo laboratório Siuzdak no The Scripps Research Institute em 2006. Este software, chamado XCMS, está disponível gratuitamente e já teve mais de 20.000 downloads desde a sua criação em 2006 e é uma dos programas para estudos metabolômicos mais citados na literatura científica.
Dentre outros programas populares para análise de dados de EM baseado em metabolômica podem ser citados o MZmine, MetAlign, MathDAMP, que também compensam o desvio do tempo de retenção durante a análise da amostra.
LCMStats é outro pacote do R para monitoramento detalhado de dados provenientes de análises por cromatografia líquida acoplada a espectrometria de massa (CL-EM) e é útil  especialmente na identificação de co-eluição de isotopólogos  em uma amostra com perfil metabólico complexo. Este programa combina funções da pacote XCMS e pode aplicar diversas funções estatísticas para a correção de saturação do detector.
Os dados de metabolômica também podem ser analisados por métodos de projeção estatística (quimiometria) como a análise de componentes principais, regressão dos mínimos quadrados parciais (PLS), método de projeção ortogonal para estruturas latentes (OPLS) e projeção ortogonal bidirecional para estruturas latentes (O2PLS).

## Aplicações

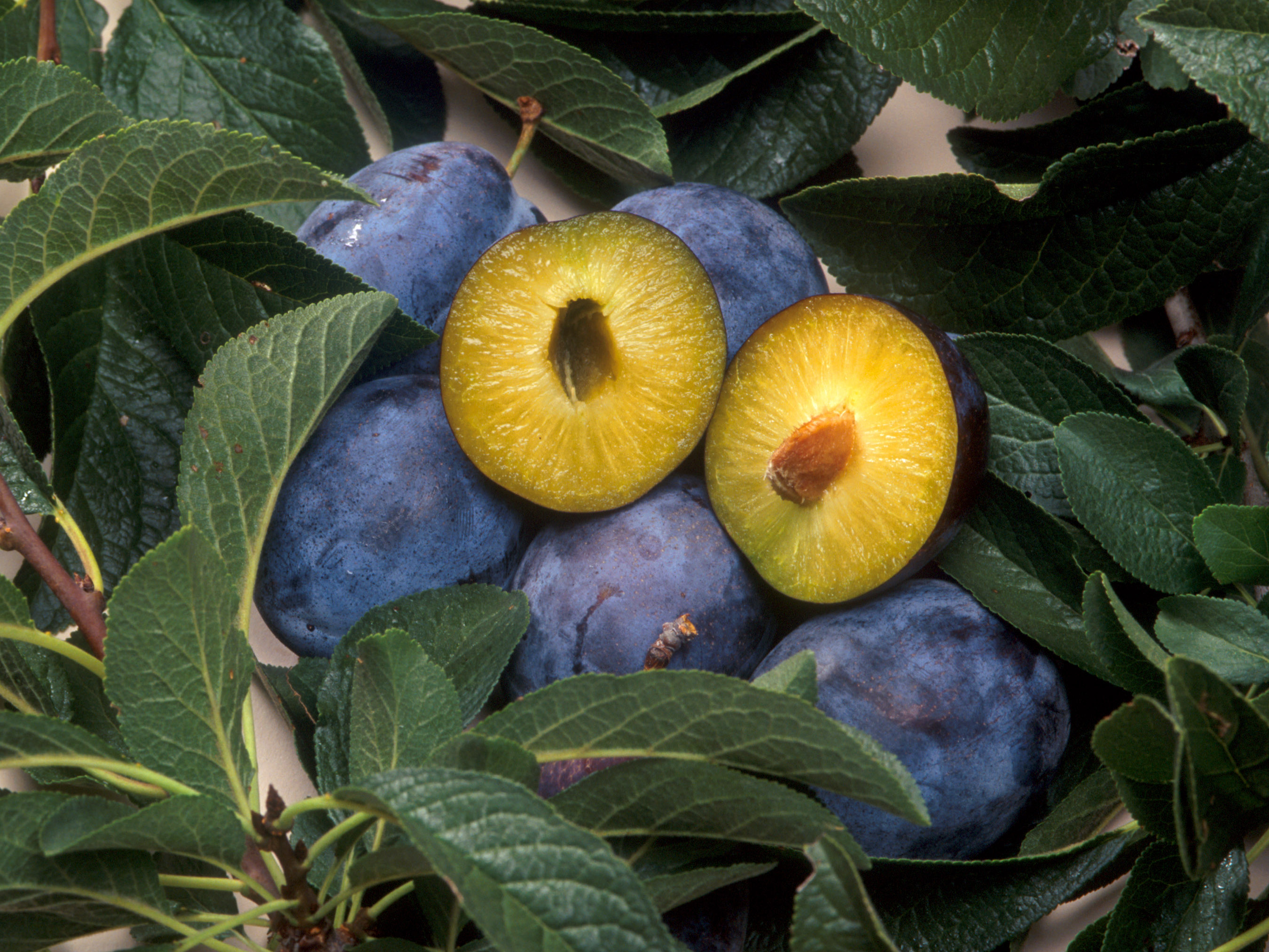
Manipulação genética: a metabolômica pode fornecer ferramentas para detectar, por exemplo, qualquer alteração fenotípica em uma planta geneticamente modificada para consumo humano ou animal.

Paralelamente ao desenvolvimento científico da metabolômica, aplicações a outras áreas surgiram. Em toxicologia, por exemplo, o perfil metabólico (especialmente de amostras de urina ou plasma sanguíneo) pode ser usado para detectar alterações fisiológicas provocadas pela administração de um produto químico. Em outros casos, as alterações observadas podem denunciar síndromes específicas, como por exemplo lesões em determinados órgãos como o fígado ou os rins. Esta possibilidade tem particular relevância para empresas farmacêuticas que querem testar a toxicidade de substâncias candidatas a se tornarem fármacos: se uma substância pode ser descartada antes de chegar aos ensaios clínicos em razão de toxicidade adversa, isto economizaria despesas adicionais com ensaios.
A metabolômica tem papel fundamental na genômica funcional, especialmente para a determinação de fenótipos gerado por manipulação genética, tais como a deleção ou inserção do genes. Às vezes este objetivo pode ser por si só suficiente - por exemplo, para detectar qualquer alteração fenotípica em uma planta geneticamente modificada para consumo humano ou animal. Mais interessante é a possibilidade de prever a função de genes desconhecidos por comparação com as perturbações metabólicas causadas por deleção/inserção de genes conhecidos. Saccharomyces cerevisiae e Arabidopsis thaliana são os principais organismos modelos utilizados neste tipo de pesquisa. Pesquisadores do laboratório Cravatt no The Scripps Research Institute, aplicaram recentemente a metabolômica em mamíferos, e identificaram N-aciltaurinas não caracterizadas anteriormente e que são substratos endógenos para a enzima FAAH (hidrolase de amida de ácido graxo), além de éteres de monoacilglicerol (MAGEs) que são substratos endógenos de uma enzima hidrolase ainda não caracterizada, a KIAA1363.
A nutrigenômica é um termo genérico que une genômica, transcriptômica, proteômica e metabolômica para estudar a nutrição humana. Em geral a composição do metaboloma de determinado fluido corporal é influenciada por fatores endógenos, tais como idade, sexo, composição tecidual e genética, bem como patologias subjacentes. A microflora do intestino grosso também é um fator importante que pode ocasionar distorções em interpretações de perfis metabólicos e pode ser classificada tanto como um fator endógeno como exógeno. Os principais fatores exógenos são dieta e drogas. Metabolômica é um meio de determinar um parâmetro biológico, ou impressão digital metabólica, que reflete o equilíbrio de todas essas forças sobre o metabolismo de um indivíduo.

### Metabolômica Ambiental
A metabolômica ambiental  é a aplicação da metabolômica para caracterizar as interações dos organismos com seu ambiente. Esta abordagem tem muitas vantagens para o estudo de interações organismo-ambiente e para avaliar a função e a saúde de um organismo a nível molecular. A metabolômica esta encontrando um número crescente de aplicações nas ciências ambientais, que vão desde compreensão das respostas do organismo a estresses abióticos até a investigação das respostas de organismos a interação com outros biotas. Estas interações podem ser estudadas desde indivíduos até populações - e estas podem ser relacionadas a outras áreas como a ecofisiologia e ecologia.